# Aphis neothesii
Aphis neothesii är en insektsart som beskrevs av Pashtshenko 1993. Aphis neothesii ingår i släktet Aphis och familjen långrörsbladlöss. Inga underarter finns listade i Catalogue of Life.